# John Miller (roer)
John Lester Miller (født 5. juni 1903 i Brooklyn, New York, død 1. august 1965 i New York) var en amerikansk roer og olympisk guldvinder.

## Idrætskarriere
Miller dyrkede både amerikansk fodbold, vandpolo og roning, mens han gik på Yale University. Otteren fra Yale Bulldogs repræsenterede USA ved OL 1924 i Paris med en besætning bestående af Miller, Leonard Carpenter, Howard Kingsbury, Al Lindley, James "Babe" Rockefeller, Fred Sheffield, Benjamin Spock, Al Wilson og styrmand Laurence "Chick" Stoddard. Der deltog i alt ti både i konkurrencen, hvor amerikanerne sikkert vandt deres heat. I finalen var de ligeledes overlegne og vandt med mere end femten sekunder foran Canada på andenpladsen, mens Italien blev nummer tre.

## Videre karriere
Efter at have taget sin eksamen i 1924 skabte Miller sig en levevej i byggeri- og ejendomsmæglerbranchen.

## OL-medaljer
- 1924:  Guld i otter